# Люли

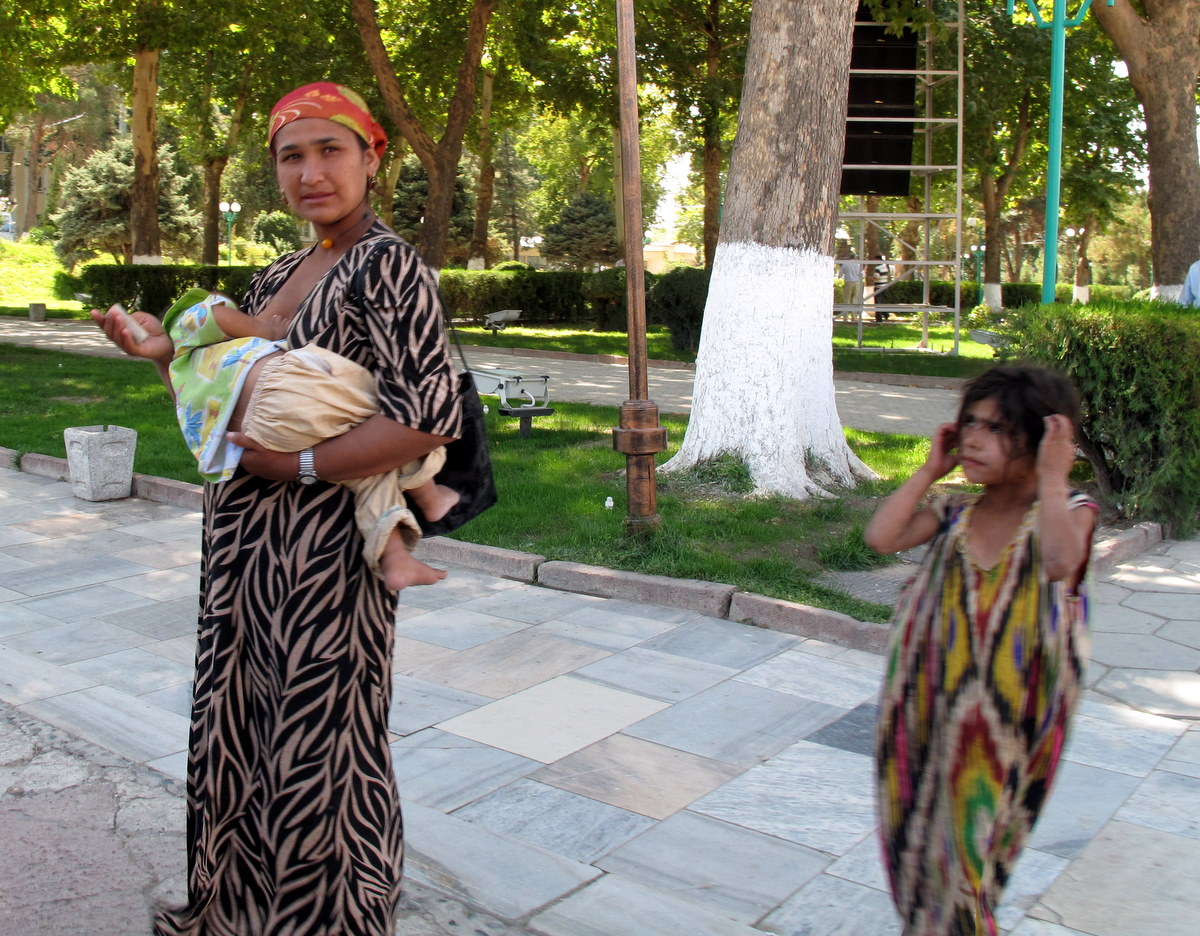
Женщина-люли с ребёнком в Самарканде

Люли́ (самоназвание — мугат) — одна из восточных ветвей цыган, распространённых в Туркменистане, Таджикистане, Узбекистане, Казахстане и на юге Кыргызстана; также их можно встретить в России и Афганистане. Язык люли, — «лавзи мугат», — является этнолектом таджикского языка, он выполняет роль тайного языка, арго; также они часто владеют языками страны проживания. По вероисповеданию — мусульмане-сунниты.
Традиционные занятия: кустарные ремёсла, в том числе ювелирное, торговля животными, гадания, сбор вторсырья, попрошайничество, музыка. В советское время были заняты в строительстве, сельском хозяйстве, на производстве. Участвовали в ВОВ. Образовательный уровень традиционно низкий, хотя отдельные представители получают среднее и высшее образование. Существует тонкая прослойка интеллигенции и духовенства. Средний уровень жизни крайне низкий, хотя есть отдельные представители среднего класса и даже зажиточные люди.

## Название
Этимология слова «мугат», вероятно, восходит к арабскому слову «язычник, огнепоклонник». Окружающие народы именуют их люли, джуги, мултони, мазанг и тавоктакош. Слово «люли/лёлю» — тюркское.

## История
Мугат являются одной из этнических групп цыган-дом и имеют общих предков с цыганами-рома и лом.
Среди легенд, которые люли рассказывают о своём происхождении, наиболее популярна история о том, что они являются потомками инцеста брата Лю и сестры Ли (отсюда и название народа), также встречается история о том, что люли были музыкантами при дворе падишаха, но когда они не смогли продолжать работу по старости, их изгнали из дворца.

### Российская империя

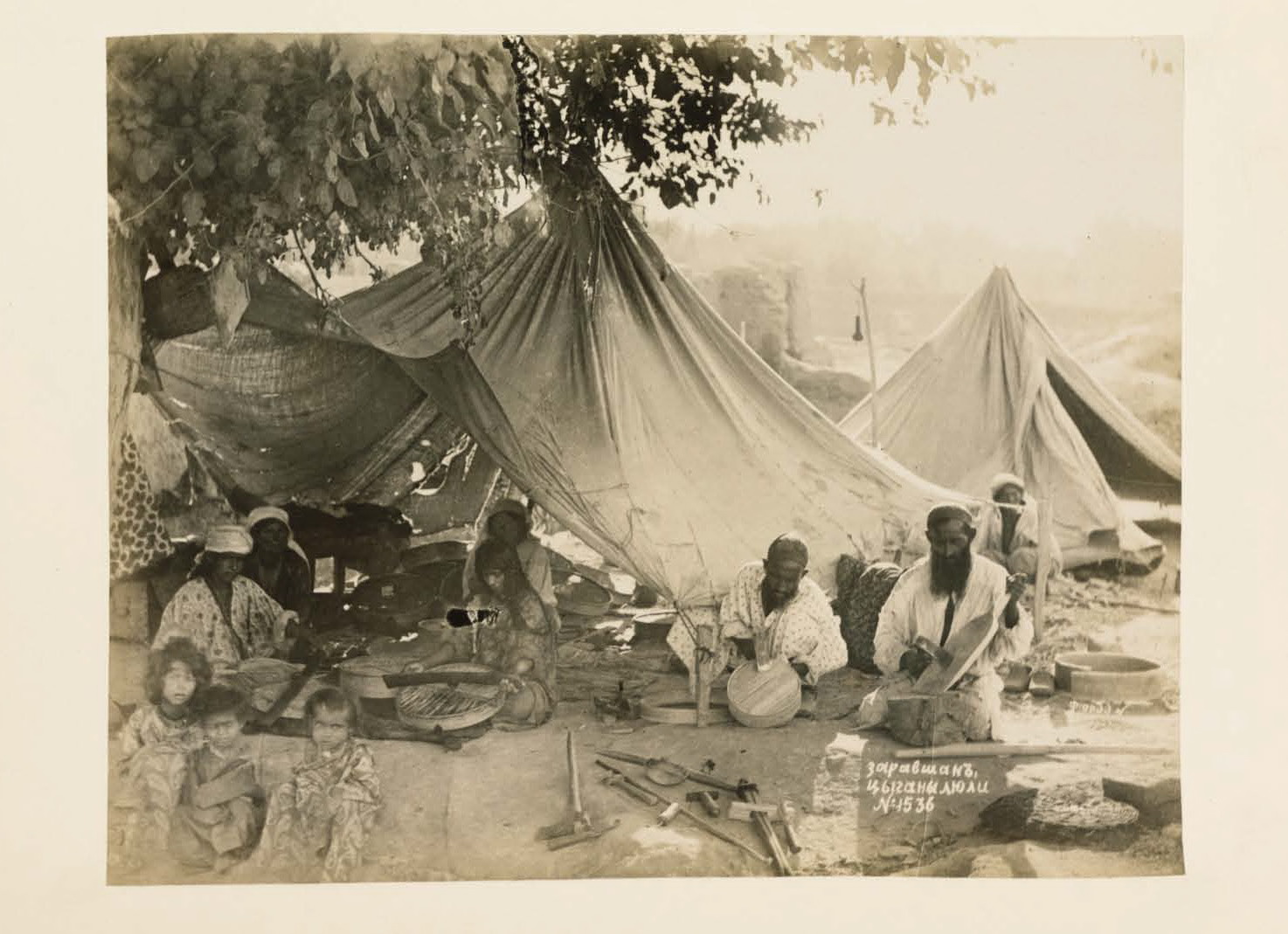
Люли в Зарафшане, 1880-е годы

Время появления люли в Центральной Азии однозначно не установлено; в Бухаре они жили по меньшей мере с XIV столетия, ташкентский квартал люли Очават также существовал уже в Средневековье. Бухарские люли-музыканты упомянуты в документе 1863 года.
Осознавая себя отдельной этнической группой, традиционно ассоциируют себя также с цыганами в русском понимании этого слова, однако утратили этноним «дом». В XX веке среди мугат распространилась идея о родстве с индийцами. Большинство люли Узбекистана считают себя узбеками. Цыгане России не воспринимают мугат за родственников, их презрительно именуют «люляйки», «люлишки». Люли Казахстана и Кыргызстана, в свою очередь, часто выступают резко против именования себя цыганами, считая, что другие цыганские группы бросают на них тень своей наркоторговлей.
Первые описания люли появились у российских военных, описывавших Центральную Азию и среднеазиатских цыган: Афанасия Гребёнкина (1872) и Леонида Соболева (1874). В Кунсткамере хранится около 70 фотографий мугат 1870—1930-х годов. Среди первых исследователей люли был путешественник и антрополог Александр Вилькинс.
До насильственного закрепления, проводимого советскими властями, люли летом кочевали по степям, ненадолго останавливаясь на базарах и торгуя как с другими кочевниками, так и с оседлыми народами, а зимой останавливались в сартских поселениях. Они попрошайничали, гадали, изготавливали бытовые предметы на продажу и оказывали медицинские услуги, выступали в людных местах, на праздниках и свадьбах, торговали ослами и лошадьми.
Ремесленники-мугат именовались «косиб» и жили оседло у кишлаков и городов в глинобитных или каркасных жилищах, разбивая летние палатки у других поселений, однако позже эта группа исчезла. Косиб делились по основному ремеслу на обработчиков древесины, кузнецов, изготавливающих решётки, плели чачваны, делали решёта, сита, бубны, лопаты, ложки и другие вещи.
Кочевые люли летом передвигались таборами по 5—10 семей и жили в палатках или шалашах, а зимой останавливались в городах у родственников или на съёмном жилье. Женщины плели чачваны, попрошайничали и гадали, а мужчины торговали, батрачили и изготовляли ювелирные украшения.

### СССР
Люли не участвовали в революционных событиях, предпочитая откочёвывать от мест, захваченных РККА. Советские учёные выделяли у люли группы «мугат», «гурбат», «джуги», «люли», «мультани» и «мазанг», при этом в переписях обычно выбрать ни одну из них не разрешалось; исключением стала перепись 1959 года, в которой насчитали около 10 000 люли. Ещё в досоветское время мугат начали формировать свои кварталы в городах, называемые «махалля».
Власти насильно привязывали мугат к земле и стремились встроить в советскую экономику; в 1926 году им были выделены земельные участки, в 1920—1930-х годах создавались цыганские колхозы. Ввиду криминализации частной торговли им запрещалось заниматься традиционными промыслами, а низкий уровень образования и социальный статус означали, что единственные доступные профессии — работа в колхозах и на фабриках — для них обычно не представляли интереса. Иногда всё же люли-работники успешно трудились и делали карьеру, в том числе вступали в КПСС и избирались депутатами. К 1976 году все мугат имели паспорта и оформляли документы своим детям; эта ситуация изменилась после распада СССР.
В советское время все дети люли посещали по крайней мере начальную школу и умели читать; в 1938 году несколько люли уже окончили высшие учебные заведения. Историк-мугат Хол Назаров в 1970 году защитил диссертацию о влиянии Октябрьской революции на среднеазиатских цыган.
Во время Второй мировой войны мугат, как и остальные цыганские группы, не призывались в Красную армию, однако некоторые мужчины уходили на фронт добровольцами. Имеются сведения о добровольной службе люли по призыву.

### После распада СССР

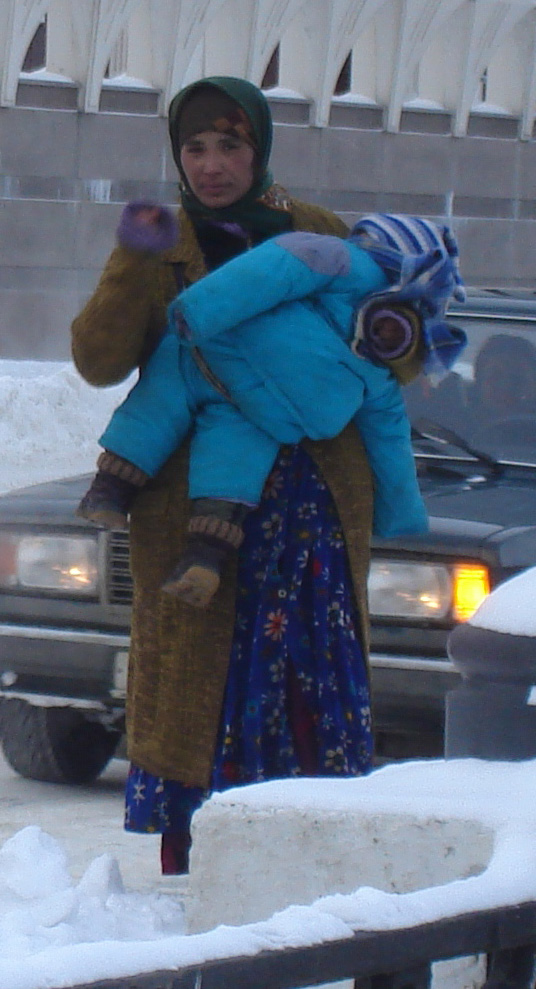
Женщина-люли с ребёнком на набережной Булак в Казани

В постсоветском пространстве люли стало ещё сложнее зарабатывать на пропитание, так как большинство работ требует школьного образования, получить которое детям из нищих семей крайне тяжело; в результате основным методом заработка для них стало попрошайничество. При этом жилищные условия мугат Центральной Азии не отличаются от средних: в 2013 году все мугат Узбекистана владели собственным жильём, 98 % проживали в частных домах, остальные — в квартирах, городские мугат относятся к низам среднего класса. В то же время имеется сильная диспропорция в образовании: уровень образования люли катастрофически упал, многие молодые взрослые неграмотны.
В Узбекистане женщины-мугат берут с собой курильницы для трав («хазор-испанд») на базары и в магазины, проводя там небольшие ритуалы против злых духов, продавая амулеты и занимаясь знахарством. Женщины нередко мигрируют в Казахстан на несколько месяцев в году, где снимают квартиры и попрошайничают, продают утварь и гадают. Некоторые из них отправляются в Москву на заработки, но там намного сложнее найти жильё, из-за чего им приходится спать на вокзалах и в других неприспособленных для этого местах. Ещё одно современное занятие люли, преимущественно мальчиков, — сбор мусора и перемещение его на городские свалки за небольшое вознаграждение от муниципальных властей. Иногда вместо того, чтобы везти мусор на дальнюю свалку, его оставляют в центре квартала мугат.
В советское время в паспортах мугат указывались как «таджики», в том числе в Кыргызстане, однако после межэтнического конфликта 2010 года обычно указываются преимущественно как «люли». Из-за того, что люли постоянно подвергаются агрессии со стороны других этносов, они обычно не протестуют, когда их называют или записывают таджиками. Одной из причин, по которой многие дети-мугат не посещают школу, является требование властей фотографировать детей и оформлять им документы, что старейшины стараются не делать, боясь преследования детей властями. Среди других — языковая политика (к примеру, в Узбекистане таджикоязычные дети вынуждены учиться на неродном для них узбекском языке). Существуют мугатские школы, но их количество и число преподавателей в них абсолютно недостаточно для обучения даже половины живущих рядом детей-мугат.
Согласно официальным данным, в 2000 году в Узбекистане проживало 5000 люли, однако отчёт Комитета по искоренению расовой дискриминации ООН утверждает, что их 50 000. Согласно таджикским властям, в их стране в 2010 году проживало 2300 люли, согласно данным из Кыргызстана на 2009 год там жила тысяча люли. Эти данные сильно занижены: так, в 2014 году работающая в Кыргызстане организация «Семья каждому ребёнку» указывала на то, что в южной части страны 6000 детей-мугат не имеют документов. В России люли живут почти во всех регионах страны, в том числе в Москве, Санкт-Петербурге, Екатеринбурге, Астрахани и других городах; они строят лагеря и деревни, не получая для этого требуемых официальных разрешений, из-за чего их выселяют и преследуют власти. При этом в ФМС отмечается, что многие из них стремятся получить документы и легализоваться в России.

## Культура
Комплекс социокультурных норм мугат именуется «номус». Н. В. Бессонов отмечает, что люли контактны, миролюбивы и гостеприимны; в Узбекистане их считают дружелюбными, склонными к многодетности, но при том холодными, ленивыми, глупыми и склонными к воровству. В России мугат считают ворами и опасными людьми. В Таджикистане и Узбекистане в целом люли воспринимают как «своих», в Казахстане — как «чужих», в Кыргызстане они имеют промежуточный статус. Казахстанцы часто относятся к мугат резко негативно, что подпитывается соответствующим тоном сообщений в СМИ.
Для предотвращения нападений и изнасилований у люли появилось множество обычаев и суеверий, призванных обезопасить себя: они стараются выглядеть неопрятно, носят грязную рваную одежду, распускают слухи о том, что среди них обычны каннибализм и инцест. В одежде и причёске мугат перенимают особенности живущих по соседству народов, однако уже в XIX столетии зафиксирована характерная женская причёска с разделёнными на прямой пробор волосами и двумя косами. Мужчины носили халаты, рубахи и шаровары, женщины — юбки, платья, халаты, головные платки и шали на плечах.
Многие обычаи люли сходны с обычаями цыган-рома: суд-сходка для разбора конфликтов, наличие представителя для внешнего мира, клановость (деление на большие роды), наличие светских имени и фамилии. Кланы мугат именуются «топ» или «топар» (от «табор»), они состоят из уругов (родов). Мугат предпочитают селиться компактными группами, без смешения с представителями других народов. Если межнациональные браки всё же случаются, считается допустимым только брак мужчины-люли и женщины из этнического меньшинства (армянки, кореянки, русской, украинки и так далее).
Свадьба обычно происходит в семье невесты, но расходы при этом несёт семья жениха; церемонию проводит мулла. За невесту платят «ширпули» (выкуп). Сведения о свадебной традиции дарить невесте мешок для попрошайничества и клясться отдавать собранное свекрови, по всей видимости, не соответствуют реальности. В семейной жизни супруги не обращаются друг к другу по имени, используя слово «мугат-зан» (женщина-мугат) для жены и формулу «„отец“ + имя первого ребёнка» для мужа. Физическое насилие над жёнами не принято. Люли патриархальны; хотя женщины не закрывают лицо и тело, а также свободно перемещаются без махрама, они стараются не покидать дом в одиночестве, чтобы не вызвать ревность мужчин. Многожёнство встречается редко, не чаще, чем у народов-соседей.
Похороны проводят по мусульманским канонам, однако во многих мусульманских странах имеют собственные кладбища или отделённые участки общих кладбищ.

## Экономическая деятельность
Основной доход семьи обеспечивают женщины: они попрошайничают, просят объедки и металлолом, из которого изготавливают затем утварь на продажу, а также торгуют на рынках и занимаются мелким воровством, в обязанности мужчин входит воспитание детей и домоводство. Мужчины также собирают металлолом, стеклотару и пластик, нанимаются на сезонные работы (часто на стройки) и работают носильщиками, занимаются мелкой торговлей, в том числе насваем. Число люли-предпринимателей невелико, но некоторые представители этого этноса держат небольшие ювелирные, металлообрабатывающие и деревообрабатывающие компании, торговые палатки на рынках, конезаводческие хозяйства. В Таджикистане имеется группа профессиональных музыкантов-мугат, в том числе певец Мазбут Норкулов.
Добывая пропитание, мугат играют различные роли в зависимости от обстоятельств: попрошайка может пойти к мечети и надеть паранджу, представляясь больной старухой-мусульманкой, в другое время надевая открытое платье для торговли на базаре. Вопреки популярным представлениям о богатстве попрошаек и «баронах», которым они приносят свой заработок, средняя сумма получаемого подаяния в Душанбе составляет 1 USD в день, в Алматы — 2—3 USD в день. «Баронами», видимо, посчитали мужчин, занимавших позицию руководителя кочевой группы, однако современные люли перестали путешествовать такими группами.
Многие люли вспоминают советские времена с ностальгией, говоря, что предпочли бы иметь постоянную работу, однако в отсутствие карьерных перспектив им остаётся только просить милостыню. В то же время попрошайничество не считается зазорным в их обществе, они часто рассказывают легенду о том, что Бог отдал причитающееся им богатство другим народам, разрешив люли просить «свою долю» у других.
Бо́льшая экономическая активность женщин в обществе люли вызвана, среди прочего, распространённостью морально-этической системы пурда, ограничивающей вход мужчин во многие мусульманские районы. Для защиты от нападений женщины-мугат стремятся представить своё тело как ритуально грязное, неприкасаемое, но при этом оставляют намёки на владение колдовством; носят грязную и потёртую одежду, а также берут с собой младенцев. Люли стараются посещать только знакомые районы, в которых к ним относятся лучше, чем в остальных; в Оше они избегают кыргызских районов, маршруток, а также мест с многоэтажными домами (тёмные лестницы представляют опасность), предпочитая узбекские и смешанные микрорайоны в центре города.
Летом женщины, принадлежащие к одному уругу или топару, собираются группами по 5—15 человек и отправляются просить милостыню и собирать металлолом в другие области страны проживания, эта практика именуется словом «шаманда». Во время шаманды пожилые опытные женщины руководят группой, следя за соблюдением обычаев, а также взаимодействуя с надёжными местными жителями: пожилыми водителями, владельцами жилья, которые согласны сдать его группе люли, и так далее.
Некоторые мугат стремятся покинуть традиционное общество, при этом им приходится скрывать своё этническое происхождение, мимикрировать под представителей других этносов внешне и избегать потенциально опасных мест. Они часто принимают «нейтральные» имена или модифицируют свои имена под кыргызское, узбекское или таджикское произношение. Чтобы обезопасить себя, эти люли используют нарратив о том, что уруги их этноса сильно отличаются между собой, и утверждают, что их уруг не занимается попрошайничеством. С другой стороны, образованные мугат нередко подчёркивают своё происхождение и заявляют об индоарийских корнях, чтобы избежать дискриминации со стороны всех остальных этносов и не позволять их представителям перепутать люли с сепаратистами.

## Религия
В XIX веке мугат соблюдали основные практики ислама и посещали мечети, однако имамов выбирали из узбеков и таджиков.
По свидетельству С. М. Габбасова, однозначно определяя свою веру как ислам, современные люли не проявляют сильного религиозного рвения: многие не совершают намаз, редко знакомы с Кораном, знают и используют малое количество молитв. В прошлом женщины-мугат не закрывали лица, но начали это делать в наше время, видимо, в связи с усилением религиозности в странах Средней Азии. Однако более свободное поведение женщин заметно до сих пор: «они не отворачиваются и не уходят при виде незнакомца, свободно разговаривают с мужчинами, включаются в мужскую беседу, даже в присутствии незнакомого лица», свидетельствует С. М. Габбасов. В XXI веке большинство люли делают сыновьям обрезание, постятся в Рамадан, молятся на таджикском языке о своих повседневных заботах, некоторые совершают хадж. Мугат строят себе отдельные мечети, но имамами там обычно работают мужчины, не имеющие религиозного образования.

## Люли в Кыргызстане
Люли проживают в Ошской области Кыргызстана. Большая часть населения живёт за чертой бедности, попрошайничает. Дома дети общаются на родном языке, обучение ведётся на узбекском, русском и киргизском языках. Многие не имеют образования.
Многие не имеют документов, женщины часто стараются их не получать по соображениям безопасности.

## Язык
Основной этнический язык называется «лавзи мугат» или «араби», это диалект таджикского языка с санскритскими элементами. Он полностью вытеснил домари, которым мугат не владеют. Одной из особенностей лавзи мугат является использование намеренно непонятных другим слов для распространённых понятий: кыргызы именуются там «калту», русские — «лигор», узбеки — «дегой». При этом в лавзи мугат имеются сильные диалектные различия: жителей Бухары не понимают в Ташкенте и Самарканде.
Люли многоязычны, хотя многие из них не умеют читать и писать. После межэтнического конфликта 2010 года почти все мугат страны овладели кыргызским, узбекским и/или таджикским языками, используя лавзи мугат только в общении с другими люли, либо как тайный язык в случае опасности.